# 斯特凡大公村鄉 (奧爾特縣)
43°49′33″N 24°14′13″E / 43.8257°N 24.2369°E
斯特凡大公村鄉（羅馬尼亞語：Comuna Ștefan cel Mare, Olt），是羅馬尼亞的鄉份，位於該國南部，由奧爾特縣負責管轄，面積25平方公里，海拔高度米，2007年人口1,962，人口密度每平方公里80人。